# Michael Almebäck
Michael Almebäck (Estocolmo, 4 de abril de 1988) es un exfutbolista sueco que jugaba de defensa.

## Selección nacional
Fue internacional con Suecia tanto en categorías inferiores como con la selección absoluta, disputando cuatro encuentros con esta última.

## Clubes
| Club                | País      | Año       |
| ------------------- | --------- | --------- |
| IF Brommapojkarna   | Suecia    | 2006-2008 |
| Örebro SK           | Suecia    | 2009-2011 |
| Club Brujas         | Bélgica   | 2011-2013 |
| Brøndby IF          | Dinamarca | 2013-2016 |
| Esbjerg fB (cedido) | Dinamarca | 2015      |
| Örebro SK           | Suecia    | 2016-2021 |